# Muromonab-CD3
Muromonab-CD3 es un medicamento inmunosupresor que actúa bloqueando la función de los linfocitos T.
Se utiliza en las personas que han recibido un trasplante, tanto para prevenir el rechazo en pacientes de alto riesgo (tratamiento de inducción), como para tratar el rechazo grave resistente al tratamiento habitual con corticoides. 
Muromonab-CD3 es un anticuerpo monoclonal de origen murino del tipo IgG2a que fue creado mediante la tecnología del empleo de hibridomas. Reconoce la molécula CD3 que se encuentra en la superficie de los linfocitos T.  Es un anticuerpo ampliamente utilizado en medicina y biología molecular en el campo de la inmunología. 